# Dobrzęcin
Dobrzęcin (niem. Valeskahof, d. PGR Dobrzęcin) – osada w Polsce położona w województwie lubuskim, w powiecie zielonogórskim, w gminie Czerwieńsk.
W latach 1975–1998 miejscowość administracyjnie należała do województwa zielonogórskiego.
W miejscowości działało Państwowe Gospodarstwo Rolne Dobrzęcin.